# Pringy (Grand Est)
Pringy è un comune francese di 452 abitanti situato nel dipartimento della Marna nella regione del Grand Est.

## Società

### Evoluzione demografica
Abitanti censiti